# Mainhorse
Mainhorse fou un grup suís de rock progressiu dels anys 70 que publicaren dos discos Mainhorse (1971) i The Geneva Tapes (2007).